# Hemiliostraca diauges
Hemiliostraca diauges is een slakkensoort uit de familie van de Eulimidae. De wetenschappelijke naam van de soort is voor het eerst geldig gepubliceerd in 1915 door Tomlin & Shackleford.